# Scituate (Rhode Island)
Scituate ist eine Town im Providence County in Rhode Island in den Vereinigten Staaten. Das U.S. Census Bureau hat bei der Volkszählung 2020 eine Einwohnerzahl von 10.384 ermittelt.

## Geografie
Eines der markantesten Merkmale der Stadt ist der Scituate Stausee. Der große Stausee überspannt einen großen Teil von Scituate und hat das Gesicht der Stadt für immer verändert. Während des Baus des Stausees wurden zahlreiche Dörfer entlang der ehemaligen Ufer des Pawtuxet River überflutet. Einige Fundamente der alten Strukturen sind noch heute in Zeiten der Trockenheit sichtbar. Der Stausee und ein großer Teil des ihn umgebenden Landes sind im Besitz des Providence Water Supply Board und werden von diesem unterhalten.

## Geschichte
Scituate wurde erstmals 1710 von Auswanderern aus Scituate, Massachusetts, besiedelt. Die ursprüngliche Schreibweise des Ortsnamens war "Satuit", ein indianisches Wort, das "kalter Bach" oder "kalter Fluss" bedeutet. Die Stadt war bis 1731 ein Teil von Providence County.
Die erste Stadtversammlung von Scituate wurde in der Angell Tavern in South Scituate abgehalten. Stephen Hopkins wurde zum ersten Moderator und Joseph Brown zum Schriftführer gewählt. Stephen Hopkins wurde später Gouverneur von Rhode Island und war ein Unterzeichner der Unabhängigkeitserklärung. Sein Bruder, Esek Hopkins, war ab 1776 Oberbefehlshaber der kontinentalen Marine. Im Jahr 1788 führte der Vertreter von Scituate, Milizgeneral und Richter am Obersten Gerichtshof William West einen bewaffneten antiföderalistischen Mob von Farmern nach Providence, um gegen die US-Verfassung zu protestieren. 1791 entschied der Oberste Gerichtshof der USA seinen ersten Fall, West v. Barnes, bezüglich einer Farm in Scituate.
Scituate bestand einst aus einer Vielzahl von kleinen Dörfern, darunter North Scituate, Hope, Ashland, Clayville, Elmdale, Fiskeville, Glenn Rock, Harrisdale, Jackson, Kent, Ponaganset, Potterville, Richmond, Rockland, Saundersville und South Scituate. Foster wurde 1781 als separate Stadt ausgegliedert und nahm die westliche Hälfte von Scituate ein.
Im Jahr 1915 stimmte die Generalversammlung von Rhode Island dafür, 14.800 Acres (60 km²) Land in Scituate (38 % der Stadt) zu nehmen, um ein Reservoir zu schaffen, das den Großraum Providence mit Frischwasser versorgen sollte. Dieses Projekt führte zur Enteignung von 1.195 Gebäuden, darunter 375 Häuser, sieben Schulen, sechs Kirchen, sechs Mühlen, dreißig Milchviehbetriebe, elf Eishäuser, Postämter und ein elektrisches Eisenbahnsystem. 
Scituate hat in vielen Kriegen der Vereinigten Staaten eine wichtige Rolle gespielt. Während des Revolutionskriegs wurden 76 Kanonen im Hope Furnace im Dorf Hope im Süden von Scituate geschmiedet. Während des Zweiten Weltkriegs fing eine Überwachungseinrichtung der Federal Communications Commission Radio Intelligence Division an der Darby Road in der Nähe von Chopmist Hill den deutschen HF-Funkverkehr ab. Aus diesem Grund wurde 1946 das Gebiet um Chopmist Hill als Kandidat für den Standort des Hauptquartiers der Vereinten Nationen in Betracht gezogen.

## Demografie
Nach einer Schätzung von 2019 leben in Scituate 10.730 Menschen. Die Bevölkerung teilt sich im selben Jahr auf in 97,6 % Weiße, 0,3 % Afroamerikaner, 0,9 % Asiaten und 1,2 % mit zwei oder mehr Ethnizitäten. Hispanics oder Latinos aller Ethnien machten 1,5 % der Bevölkerung aus. Das mittlere Haushaltseinkommen lag bei 96.179 US-Dollar und die Armutsquote bei 2,8 %.

## Persönlichkeiten
- Elisha Mathewson (1767–1853), Politiker und Senator des Bundesstaates Rhode Island
- Alfred H. Littlefield (1829–1893), Politiker und von 1880 bis 1883 Gouverneur des Bundesstaates Rhode Island